# گئو اورکیان
گئو اورکیان (ارمنی: Կև Օրկիյան؛ انگلیسی: Kev Orkian؛ زادهٔ ۱۳ فوریهٔ ۱۹۷۴) کمدین ارمنی‌تبار اهل بریتانیا است. وی اجراهایی دور دنیا از نیویورک سیتی، لس آنجلس، تورنتو تا دبی، عمان و استرالیا داشته‌است. اورکیان را با کمدین‌‎هایی همچون ویکتور بورگه، لس داوسون و  دادلی مور مقایسه کرده‌اند.

## زندگی‌نامه
وی در ۱۳ فوریه ۱۹۷۴ در لندن به دنیا آمد در روز ۲۳ سپتامبر ۲۰۰۹ مجله ایونت گزارش نمود که اورکیان برنده مرحله نهایی شئی بزرگ بعدی، نسخه صنعتی رویداد ایکس فاکتور که رویداد انگلستان در بیرمنگام برگزار می‌شد، شده است. در روز ۱۰ ژوئین ۲۰۱۰، اورکیان، برنامه‌ای به مناسبت ۸۹سالگرد تولد شاهزاده فیلیپ، دوک ادینبرو در «Guards Polo Club» اجرا نمود.

## آثار
وی در سری چهارم بریتینز گات تلنت حضور داشت.

## نگارخانه

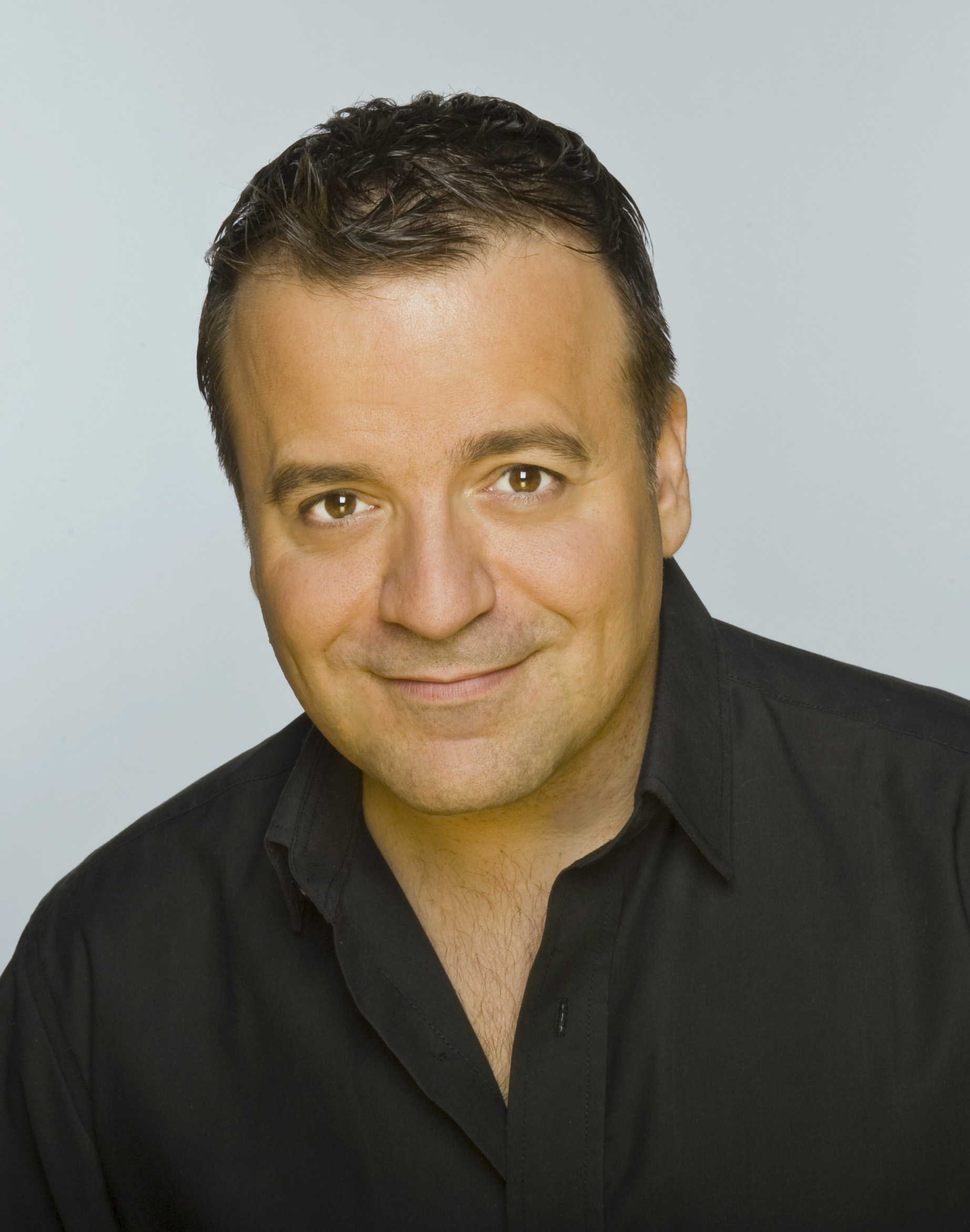

## یادداشت
1. ↑  Event Magazine
2. ↑  The Next Big Thing